# Южный Харроу (станция метро)
«Южный Харроу» (англ. South Harrow) — станция лондонского метро на линии Пикадилли. Находится между станциями «Рейнерс-лэйн» и «Садбери-хилл». Расположена у шоссе A312. Относится к пятой тарифной зоне.